# Вэй Цзяньсин
Вэй Цзяньси́н (кит. упр. 尉健行, пиньинь Wèi Jiànxíng, 2 января 1931, Синьчан, Китайская Республика — 7 августа 2015, Пекин, КНР) — китайский партийный и государственный деятель, министр контроля КНР (1987—1993).
Член КПК с 1949 года, член ЦК КПК 13 созыва (кандидат 12 созыва), секретарь ЦК 14—15 созывов, член Политбюро 14 созыва, член Посткома Политбюро 15 созыва.

## Биография
Окончил инженерно-механический факультет Даляньского инженерного института (1952) по специальности машиностроение.
В 1953—1955 годах находился на производственной практике в СССР.
После возвращения в Китай в 1955—1980 годах работал на Северо-Восточном заводе обработки легких сплавов (Харбин).
- 1980—1981 гг. обучался в партшколе при ЦК КПК,
- 1981—1983 гг. — мэр и заместитель секретаря городского комитета КПК г. Харбина,
- 1983—1984 гг. — заместитель председатель и член секретариата Всекитайской федерации профсоюзов (ВФП),
- 1984—1987 гг. — заместитель, заведующий (с 1985) организационным отделом ЦК КПК. Сменил его на последнем посту Сун Пин, чьим протеже его называют[3].
- 1987—1993 гг. министр контроля КНР,
- 1992—1997 гг. — секретарь Центральной комиссии КПК по проверке дисциплины,
- 1993—2002 гг. — председатель Всекитайской федерации профсоюзов.

В 1995—1997 гг. — одновременно секретарь Пекинского горкома КПК. На этой должности сменил снятого с должности по обвинению в коррупции Чэнь Ситуна. Отмечали авторитет Вэй Цзяньсина в антикоррупционной борьбе.
Приводят его высказывания на XVI съезде КПК (2002) о том, что страна стоит перед возможным кризисом: «Если будем спать на высоких подушках, то разразится такой кризис, который вызовет бедствия и в партии, и в государстве, компартия сама себе выроет могилу». Партия стоит перед выбором: или сохранить себя в нынешнем виде ничего не меняя, и плыть по течению, то есть идти по пути смерти, или выжить, пойдя по пути перемен, поставив деятельность партии в рамки закона, действуя в соответствии с Конституцией и под контролем народа. Отмечая недостатки, а иногда и серьезные провалы в работе партии, он подчеркнул необходимость проведения реформы политической системы и компартии, призвав стать на путь построения правового государства. Он также заявил: «Государство, которое не имеет совершенных законов и не живёт в рамках права, долго не протянет. Партия, которая не служит народу, ничем не отличается от феодальной монархии, и разговоры о её служении народу, о том, что хозяином государства является народ, звучат как насмешка».
На заключительном заседании 16-го Всекитайского съезда КПК 71-летний Вэй Цзяньсин не вошёл в состав ЦК КПК нового созыва.
Являлся членом Постоянного комитета Президиума 17-го Всекитайского съезда КПК (2007).